# B. J. Wilson
Barrie James Wilson (18 mars 1947, Edmonton, près de Londres – 8 octobre 1990, Eugene, Oregon) est un batteur anglais de rock, principalement connu comme membre du groupe Procol Harum.

## Biographie
Barrie James Wilson a été élevé à Southend-on-Sea.
Il ne joue pas sur le plus gros succès de Procol Harum, le single A Whiter Shade of Pale (1967), ayant rejoint le groupe, rappelé par Gary Brooker, son ancien copain des Paramounts, juste après le départ de Bobby Harrison. C'est lui qui tient la batterie sur tous les albums du groupe, durant la décennie qui s'ensuit, de Procol Harum (1967) à Something Magic (1977). Avec Gary Brooker, il est le seul membre stable du groupe pendant cette période, officiant ainsi, le 16 août 1975, à droite de la scène, face à son patron au piano, au festival d'Orange 1975, notamment pour leur remarquable reprise du Beau Danube bleu.
Après la dissolution de Procol Harum en 1977, Wilson joue sur l'album Double Trouble de Frankie Miller (en) en 1978 et est membre du groupe de tournée de Joe Cocker, entre 1979 et 1984.
En 1983, Wilson est appelé pour terminer les enregistrements de l'album Flick of the Switch d'AC/DC, après le départ de leur batteur Phil Rudd, peu avant la fin des sessions. Officiellement, rien de ce qu'a enregistré Wilson n'est finalement utilisé pour l'album. Le groupe engage ensuite le batteur Simon Wright.
Ses derniers enregistrements sont les chansons Ghost Train, The Long Goodbye, Hear What You're Saying et Mr. Blue Day de l'album solo de Gary Brooker Echoes in the Night, sorti en 1985. Il meurt à 43 ans d'une pneumonie, après trois ans dans le coma à la suite d'une overdose.
C'est lui qui est derrière la batterie sur le succès-reprise de Joe Cocker, With a Little Help from My Friends, en 1968, ainsi que sur deux morceaux de l'album Berlin de Lou Reed (1973).